# Каньон Фиш-Ривер
Каньон Фиш-Ривер (африк. Visrivier Canyon, нем. Fischfluss Canyon) расположен на юге Намибии. Это самый большой каньон в Африке, а также второй по посещаемости туристический аттракцион в Намибии. Каньон представляет собой гигантский овраг, около 160 км в длину, до 27 км в ширину и почти 550 метров в глубину.
Река Фиш-Ривер является самой длинной рекой Намибии. Она течёт с перерывами, как правило, разливается в конце лета; в остальное время года она превращается в цепь длинных узких бассейнов. На нижнем течении реки находятся горячие источники Ай-Айс.
Туристические места находятся рядом с турбазой Хобас, в 70 километрах к северу от Ай-Айс. Эта часть каньона принадлежит Рихтерсфельдскому приграничному парку. Остальные 90 км каньона находятся в частной собственности.

## Геология

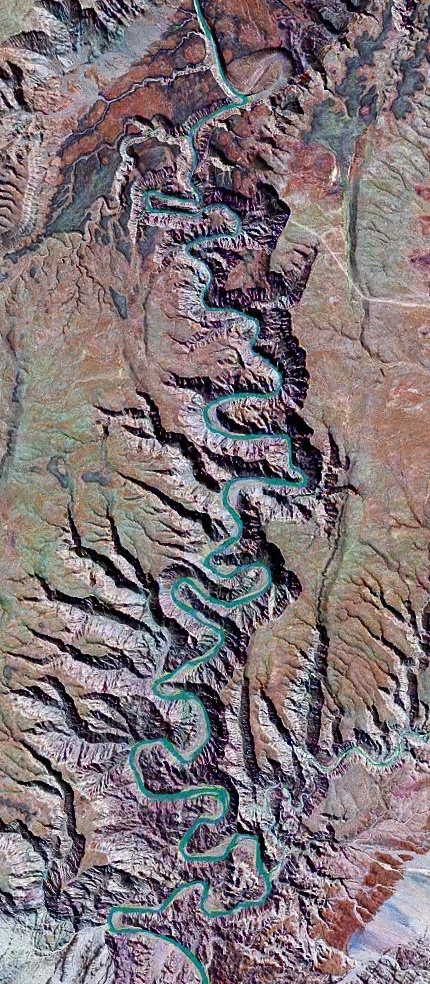
Спутниковый снимок каньона

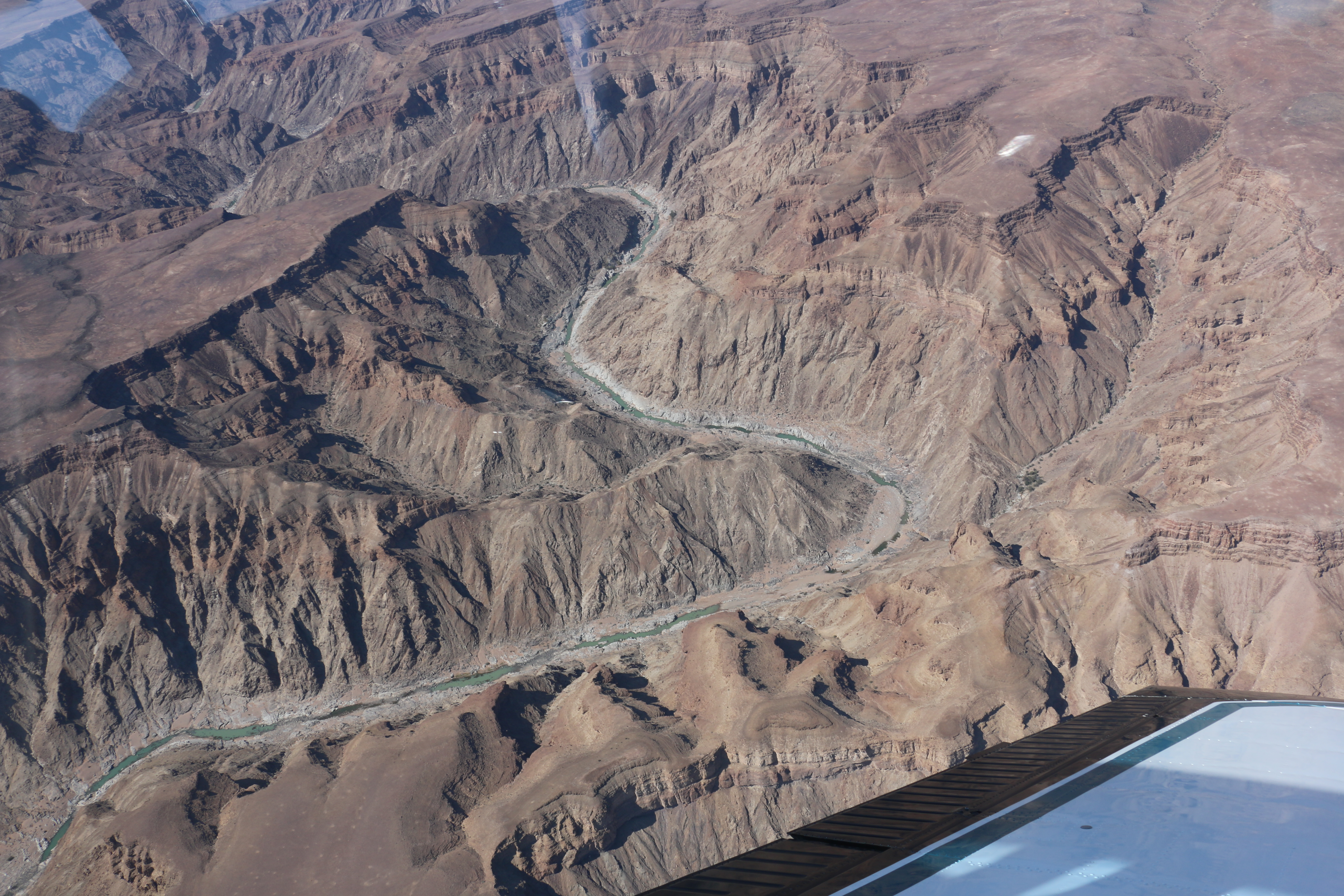
Вид реки Фиш с высоты птичьего полёта

Каньон Фиш-Ривер состоит из верхнего каньона, где речная эрозия была остановлена твёрдыми пластами гнейса, и нижнего каньона, образовавшийся после эрозии гнейса.
Вверх по течению река проходит через горизонтальные доломитовые слои; эти метаморфические породы образуют часть каньона. Около 650 миллионов лет назад, движение плиты сформировало грабен, вдоль которого протекала древняя река. Оледенение 300 млн л. н., часть оледенения Дьюка в ледниковый период Карру, углубило каньон. Около 60 млн л. н., из-за континентального дрейфа, произошёл раскол Гондваны, и Африка значительно выросла; это время соответствует размытию нижнего каньона в местах залегания гнейса, образующих извилистые системы каньона.